# Melipona peruviana
Melipona peruviana es una especie de abeja sin aguijón de la familia de los ápidos. Se encuentra en América del Sur.